# Claudio Jannet
Claude Marie Jacques Jannet, connu sous le nom de plume de Claudio Jannet, né le 26 mars 1844 à Paris et mort le 21 novembre 1894 dans le 7e arrondissement de Paris, est un avocat et essayiste français. Il est connu pour ses opinions antimaçonniques.

## Biographie
Jannet était professeur à la faculté catholique de droit de Paris.
Dans un livre coécrit avec Nicolas Deschamps, il met en relief les caractères communs entre les principales hérésies et les doctrines maçonniques. Il y décrit également la franc-maçonnerie inspiratrice et organisatrice de la Terreur, la révolution de 1830 et de la révolution de 1848, la création de l'unité italienne, de l'unité allemande, de la révolution du 4 septembre (proclamation de la Troisième République) et de la Commune de Paris. Les auteurs postulent également que la maçonnerie poursuivait au sein de l'Empire austro-hongrois la destruction de la monarchie catholique des Habsbourgs.
Avec Louis d'Estampes, il consacre un livre accusant la franc-maçonnerie de complot pour instaurer la Révolution française.

## Publications
- Les Sociétés secrètes et la société ou philosophie de l'histoire contemporaine, Avignon, 1874-1876, avec Nicolas Deschamps.
- Le Socialisme d’État et la réforme sociale, Paris, E. Plon, Nourrit et Cie, 1890.
- Le Capital, la spéculation et la finance au XIXe siècle, Paris, E. Plon, Nourrit et Cie. (wikisource)
- Les États-Unis contemporains, ou les Mœurs, les institutions et les idées depuis la guerre de la sécession, Paris, E. Plon, 1876. Texte en ligne
- Les Institutions sociales et le droit civil à Sparte
- Les Sociétés secrètes, 1877.
- La Franc-maçonnerie au XIXe siècle, 1882.
- La Franc-maçonnerie et la Révolution (avec Louis d'Estampes), Avignon, Seguin frères, 1884. La Franc-maçonnerie et la Révolution
- La Réforme du Code civil, selon les jurisconsultes des pays à famille-souche
- Les Précurseurs de la Franc-Maçonnerie au XVIe et au XVIIe siècle, Paris, Victor Palmé, éditeur des Bollandistes ; Bruxelles, Société belge de librairie, 1887